# Christopher Cano
Christopher Cano, né le 1er janvier 1970 aux États-Unis, est un compositeur américain.
La première production cinématographique de Christopher Cano est la musique du court métrage The First Person en 2004. Au début, il apparaissait principalement sous son surnom de « Chris » Cano. À partir de 2009, il travaille régulièrement pour le studio de cinéma The Asylum, pour lequel il compose la musique des films en collaboration avec Chris Ridenhour. Il a composé la musique de Sharknado 2: The Second One, Sharknado 3: Oh Hell No!, Sharknado: The 4th Awakens, Sharknado 5: Global Swarming et Sharknado 6 : It's About Time. Son œuvre comprend plus de 180 productions.

## Filmographie (sélection)
- 2009 : Transmorphers: Fall of Man
- 2009 : The Land That Time Forgot
- 2010 : Titanic : Odyssée 2012
- 2011 : Player
- 2011 : Shadow People
- 2012 : Dragon Wasps
- 2013 : Dracano
- 2013 : Poseidon Rex
- 2013 : Cleaver Family Reunion
- 2014 : Asteroid vs. Earth (téléfilm)
- 2014 : Sharknado 2: The Second One, téléfilm
- 2014 : Age of Extinction (Age of Tomorrow)
- 2014 : Les Chaventuriers de Noël
- 2014 : Asian School Girls
- 2014 : Jailbait
- 2014 : Android Cop
- 2014 : Asteroid vs. Earth
- 2015 : L'Attaque du requin à trois têtes (téléfilm)
- 2015 : Bound
- 2015 : Cowboys contre Dinosaures (téléfilm)
- 2015 : San Andreas Quake: Magnitude 10
- 2015 : Sharknado 3: Oh Hell No!, téléfilm)
- 2015 : Martian Land
- 2015 : Night of the Wild
- 2015 : Mega Shark contre Kolossus
- 2015 : Road Wars
- 2016 : Sharknado: The 4th Awakens, téléfilm
- 2016 : Zoombies
- 2016 : Jessica l'intrigante
- 2016 : Isle of the dead (l'île des morts)
- 2016 : Le Secret de la mariée
- 2016 : In the Name of Ben-Hur
- 2016 : Fortune Cookie
- 2016 : La Seconde Femme
- 2016 : Little Dead Rotting Hood
- 2016 : Adulterers
- 2017 : L'Attaque du requin à cinq têtes (téléfilm)
- 2017 : Alien Convergence
- 2017 : Geo-Disaster
- 2017 : Sharknado 5: Global Swarming (téléfilm)
- 2017 : Frères de Sang
- 2017 : Une croisière pour Noël
- 2017 : Delivering Christmas (court-métrage télévisé)
- 2017 : Troy The Odyssey
- 2017 : Un homme entre ma fille et moi
- 2017 : Une étudiante en sursis
- 2017 : Locked Up
- 2017 : Dream House Nightmare
- 2017 : Qui a tenté de me tuer ?
- 2017 : L'Obsession d'une étudiante
- 2018 : L'Attaque du requin à six têtes (téléfilm)
- 2018 : Alien Siege
- 2018 : Avengers Grimm: Time Wars
- 2018 : Au cœur de l'apocalypse (End of the World)
- 2018 : Megalodon (téléfilm)
- 2018 : Sharknado 6 : It's About Time, téléfilm)
- 2018 : Tomb Invader (téléfilm)
- 2018 : Triassic World
- 2018 : Liaison interdite avec mon étudiant
- 2018 : Un Noël royal
- 2018 : Sk8 Dawg
- 2018 : Un réveillon sur mesure
- 2018 : D-Railed
- 2018 : Marions-nous à Noël
- 2018 : Nazi Overlord
- 2018 : The Wrong Friend
- 2018 : Alien Predator
- 2018 : Jurassic Planet
- 2018 : Flight 666
- 2019 : Apocalypse polaire (Arctic Apocalypse)
- 2019 : Monster Island
- 2019 : San Andreas Mega Quake
- 2019 : The Final Level : Escaping Rancala
- 2019 : Zoombies 2
- 2019 : Like-moi à Noël
- 2019 : Trouver l'amour à Noël
- 2019 : Ma vie entre ses mains
- 2019 : The Nightmare House
- 2019 : La princesse de Noël
- 2019 : Baking Christmas
- 2019 : Christmas Belles
- 2019 : One Fine Christmas
- 2019 : Liaison fatale avec un étudiant
- 2019 : Quand ma fille dérape...
- 2019 : Ma fille, sous l'emprise de son petit ami
- 2019 : Clown
- 2019 : Tsunami Zombie
- 2019 : Un cours très particulier
- 2019 : Loved To Death
- 2019 : La jalousie dans la peau
- 2019 : L'assassin qui a séduit ma fille
- 2019 : Effroyable belle-mère
- 2019 : La sœur de la mariée
- 2019 : Ma mère, mon poison (Mommy Would Never Hurt You)
- 2020 : Airliner Sky Battle
- 2020 : Apocalypse of Ice
- 2020 : Asteroid-a-Geddon
- 2020 : Battle Star Wars
- 2020 : Meteor Moon
- 2020 : Monster Hunters
- 2020 : Shark Season
- 2020 : Top Gunner
- 2020 : Nos parents ont raté l'avion
- 2020 : Fiançailles à Noël
- 2020 : Christmas Together
- 2020 : A Royal Christmas Engagement
- 2020 : Dying for a Daughter
- 2020 : Middleton Christmas
- 2020 : La dernière danse d'une cheerleader
- 2020 : Ado à coacher, père à séduire
- 2020 : Cheer Camp Killer
- 2020 : 15 ans d'écart
- 2020 : Une famille à tout prix !
- 2020 : Ne dites rien à ma fiancée
- 2020 : La reine du lycée veut ma peau
- 2020 : Fast and Fierce: Death Race
- 2020 : Prise au piège chez moi
- 2020 : Homeward
- 2020 : Street Survivors : The True Story of the Lynyrd Skynyrd Plane Crash
- 2020 : Prête à tout pour qu'il m'appartienne
- 2021 : Aquarium of the Dead
- 2021 : Megalodon Rising
- 2021 : Devil's Triangle
- 2021 : War of the Worlds: Annihilation
- 2021 : Megaboa
- 2021 : Planet Dune
- 2021 : Une nuit avec un serial killer
- 2021 : Le prix de l'excellence
- 2021 : Une meurtrière dans l'équipe
- 2021 : Prête à tout pour une famille parfaite
- 2021 : Tales of a Fifth Grade Robin Hood
- 2021 : The Killer in My Backyard
- 2021 : Mommy's Deadly Con Artist
- 2021 : Deceived by My Mother-In-Law
- 2021 : The Wrong Valentine
- 2021 : The Wrong Prince Charming
- 2021 : L'escroc qui m'a séduite
- 2021 : Brisée par mon ex
- 2021 : Épiée dans ma maison
- 2022 : Jurassic Domination
- 2022 : Thor : God of Thunder
- 2022 : Top Gunner : Danger Zone
- 2022 : A Royal Christmas on Ice
- 2022 : Hot Take: The Depp/Heard Trial
- 2022 : Hall Pass Nightmare
- 2022 : Mother's Deadly Son
- 2022 : Titanic 666
- 2022 : Killer Design
- 2022 : La Sœur de trop
- 2022 : Un ex toxique
- 2022 : The Wrong Blind Date